# Louise-Dorothée de Brandebourg
La princesse Louise-Dorothée de Brandebourg, ou Louise-Dorothée Sophie de Prusse, née le 29 septembre 1680, à Berlin et morte le 23 décembre 1705, à Cassel, est une princesse héréditaire de Hesse-Cassel par son mariage avec Frédéric, prince héréditaire de Hesse-Cassel. Elle est la fille de Frédéric Ier de Prusse et de sa première épouse Élisabeth-Henriette de Hesse-Cassel. Elle meurt en couches à l'âge de 25 ans.

## Biographie
Le 31 mai 1700, à Berlin, la princesse Louise-Dorothée de Brandebourg épouse son cousin Frédéric, prince héréditaire de Hesse-Cassel qui sera par la suite roi de Suède de 1720 à 1751 et landgrave de Hesse-Cassel de 1730 à 1751. Leur union donne lieu à une grande cérémonie dispendieuse et des manifestations de liesse pendant plusieurs semaines. Pendant les cinq années de mariage, Louise-Dorothée a eu une santé fragile et elle est morte en couches.
Frédéric se remarie avec Ulrique-Éléonore, reine de Suède, devenant ainsi prince consort et éventuellement futur roi de Suède.

## Titres et prédicats
- 29 septembre 1680 - 31 mai 1700 : Son Altesse Sérénissime la princesse Louise-Dorothée de Prusse
- 31 mai 1700 - 18 janvier 1701: Son Altesse Sérénissime la princesse héréditaire de Hesse-Cassel
- 19 janvier 1701 à sa mort : Son Altesse Royale la princesse héréditaire de Hesse-Cassel